# Сара Джеффері
Сара Марі Джеффері (англ. Sarah Marie Jeffery, нар. 3 квітня 1996) — канадська акторка, співачка і танцівниця. Відома за ролі Еві Тревіс і Емі в т/с Розбійник і Сосни. А також Меггі Вери, у серіалі Чародійки.

## Життєпис
Народилася у Ванкувері, Британська Колумбія і має африканське, корінне канадське та англійське походження. 
Сара з трьох років співає, танцює і бере участь у мюзиклах і театральних постановках. У п'ятнадцять розширила свої таланти, щоб включити роботу в кіно і на телебаченні. У перервах між фільмуванням виступає на сцені у групі BODY.
Перша роль була у ТБ-пілоті Прибульці в будинку і незабаром отримала провідну роль в серіалі Розбійник, співпрацюючи з Тенді Ньютон і граючи роль її дочки, Еві Тревіс. Згодом вона приєдналася до акторського складу т/с Сосни мережі FOX.
У червні 2015 р. вона почала зніматися в американському поліційному телесеріалі Відтінки синього. Вона працює з Дженніфер Лопес, граючи її дочку Христину Сантос. Прем'єра планується на NBC на початку 2016 р.
У лютому 2018 року Сара була обрана на головну роль Меггі Вера у фентезо-драматичному серіалі «Чародійки» The CW перезавантажує серіал 1998 року - Усі жінки відьми. Перезавантаження зосереджується на трьох сестрах у коледжному місті, які виявляють, що вони відьми.

## Приватне життя
Вона у стосунках з актором Ніком Гаргровом, з яким вони познайомились на зніманні серіалу Чародійки.

## Фільмографія
| Рік          | Назва               | Роль                                        | Примітки             |
| ------------ | ------------------- | ------------------------------------------- | -------------------- |
| 2013         | Прибульці в будинку | Кейті                                       | Пілот                |
| 2013–дотепер | Розбійник           | Еві Тревіс                                  | Регулярна роль       |
| 2015         | Сосни               | Емі                                         | Другорядна роль      |
| 2015         | Нащадки             | Одрі                                        | Фільм Disney Channel |
| 2016         | Відтінки синього    | Христина Сантос                             | У процесі            |
| 2016         | Знищений            | Джеймі Кроулі                               | Пост-продакшн        |
| 2018-        | Чародійки           | Меггі Вера                                  | Головна роль         |
| 2019         | Спадкоємці 3        | принцеса Одрі, дочка Аврори і принца Філіпа |                      |
| 2024         | Батальйон 6888      | Долорес Вашингтон                           |                      |

## Нагороди
| Рік  | Нагорода       | Категорія                                   | Проект    | Результат |
| ---- | -------------- | ------------------------------------------- | --------- | --------- |
| 2015 | кінопремія Лев | Найкраща жіноча роль в драматичному серіалі | Розбійник | Номінація |